# Till the World Ends
Till the World Ends je pjesma američke pop pjevačice Britney Spears. Objavljena je 4. ožujka 2011. godine. Izašla je kao drugi singl s njenog sedmog studijskog albuma Femme Fatale. 

## Popis pjesama
Digitalno preuzimanje
- "Till The World Ends" - 3:58

## Ljestvice
| Ljestvice (2011.)       | Najviša pozicija |
| ----------------------- | ---------------- |
| Australija              | 1                |
| Belgija (Flandrija)     | 1                |
| Belgija (Valonija)      | 1                |
| Češka                   | 1                |
| Danska                  | 1                |
| Finska                  | 1                |
| Francuska               | 1                |
| Irska                   | 1                |
| Italija                 | 1                |
| Kanada                  | 1                |
| Nizozemska              | 1                |
| Norveška                | 1                |
| Novi Zeland             | 1                |
| SAD (Billboard Hot 100) | 3                |
| SAD (Pop Songs)         | 1                |
| Slovačka                | 1                |
| Španjolska              | 2                |
| Švedska                 | 1                |
| Ujedinjeno Kraljevstvo  | 1                |